# Chenrop Samphaodi
Chenrop Samphaodi (thailändisch เจนรบ สำเภาดี, * 2. Juni 1995 in Surin) ist ein thailändischer Fußballspieler.

## Karriere

### Verein
Chenrop Samphaodi erlernte das Fußballspielen bei der Schulmannschaft des Bangkok Christian College in Bangkok. 2012 unterschrieb er seinen ersten Vertrag bei BEC-Tero Sasana FC. 2012, an RBAC FC,  wurde er das erste Mal ausgeliehen. Die zweite Ausleihe erfolgte von 2013 bis 2014 an den Drittligisten Bangkok Christian College FC. Nach Beendigung seines Vertrages bei Police unterschrieb er einen Vertrag beim Ligakonkurrenten Muangthong United. Hier kam er auf 13 Einsätze. Anfang 2019 wurde er an den Aufsteiger Trat FC ausgeliehen. Nach Beendigung der Leihe unterschrieb er Mitte 2019 einen Vertrag beim Erstligisten Port FC. Im gleichen Jahr stand er mit Port im Finale des FA Cup, dass Port mit 1:0 gegen den Erstligisten Ratchaburi Mitr Phol aus Ratchaburi gewann. Mitte 2020 verließ er Port und schloss sich dem Erstligaaufsteiger BG Pathum United FC aus Pathum Thani an. Nach einer überragenden Saison 2020/21 wurde BG am 24. Spieltag mit 19 Punkten Vorsprung thailändischer Fußballmeister. Am 1. September 2021 gewann er mit BG den Thailand Champions Cup. Das Spiel gegen den FA-Cup-Gewinner Chiangrai United im 700th Anniversary Stadium in Chiangmai gewann man mit 1:0. Im Juni 2022 wechselte er auf Leihbasis zum Erstligaaufsteiger Lamphun Warriors FC. Für den Aufsteiger aus Lamphun bestritt er 25 Erstligaspiele. Nach der Ausleihe kehrte er im Sommer 2023 zu BG zurück. Am 16. Juni 2024 stand er mit BG im Finale des Thai League Cup. Hier gewann man durch ein Tor von Teerasil Dangda gegen Muangthong United mit 1:0. Nach insgesamt 49 Ligaspielen, in denen er neun Tore erzielte, wurde sein Vertrag im Sommer 2024 nicht verlängert. Im Juli 2024 verpflichtete ihn der Erstligist PT Prachuap FC. Nach neun Erstligaspielen wechselte er im Dezember 2024 nach Kanchanaburi zum Zweitligisten Kanchanaburi Power FC. Am Ende der Saison 2024/25 belegte er mit dem Verein den vierten Tabellenplatz und qualifizierte sich somit für die Play-off-Spiele zur ersten Liga. Im Halbfinale konnte man sich gegen den fünftplatzierten Mahasarakham SBT FC durchsetzen. Im Finale traf man auf den Phrae United FC. Das Hinspiel im eigenen Stadion gewann man mit 3:2. Das Rückspiel endete 2:2. Kanchanaburi gewann mit insgesamt 5:4 und stieg somit in die erste Liga auf.

### Nationalmannschaft
2013 bis 2018 spielte er für die thailändischen Juniorenmannschaften U-19, U-21 und U-23. 2013 bis 2014 spielte er 14 Mal für die U-19 und schoss dabei neun Tore. 2016 spielte er viermal für die U-21 und schoss dabei zwei Tore. Von 2015 bis 2018 wurde er 25 Mal in der U-23 eingesetzt. Hier erzielte er neun Tore. 2016 wurde er in die thailändische Nationalmannschaft berufen und absolvierte seitdem ein Spiel.

## Erfolge

### Verein
Port FC
- Thailändischer Pokalsieger: 2019

BG Pathum United FC
- Thailändischer Meister: 2020/21
- Thailändischer Vizemeister: 2021/22
- Thailändischer Ligapokalsieger: 2023/24
- Thailändischer Superpokal-Sieger: 2021

### Nationalmannschaft
Thailand U23
- Sea Games: 2015, 2017
- Dubai Cup: 2017

Thailand U21
- Nations Cup: 2016